# Unterseeboot UB-64
Pour les autres navires du même nom, voir Unterseeboot 64.
L'Unterseeboot UB-64 est un sous-marin (U-Boot) allemand de type UB III utilisé par la Kaiserliche Marine pendant la Première Guerre mondiale. Il a été mis en service dans la marine impériale allemande le 5 août 1917.
L'UB-64 s’est rendu aux Britanniques le 21 novembre 1918, conformément aux exigences de l’armistice avec l’Allemagne. Il a été démantelé à Fareham en 1921.

## Conception
Comme tous les sous-marins de type UB III, l'UB-64 avait un déplacement de 508 tonnes en surface et de 639 tonnes en immersion. Ses moteurs lui permettaient de naviguer à 13,3 nœuds (24,6 km/h) en surface et à 8 nœuds (15 km/h) en immersion. Il avait une autonomie de 8420 milles marins (15590 km) à sa vitesse de croisière. L'UB-64 transportait 10 torpilles et était armé d’un canon de pont de 8,8 cm. L'UB-64 avait un équipage pouvant compter jusqu’à 3 officiers et 31 hommes. 

## Carrière
L'UB-64 a été construit par AG Vulcan à Hambourg. Après un peu moins d’un an de construction, il a été lancé à Hambourg le 9 juin 1917. Il a été mis en service plus tard la même année sous le commandement du Kapitänleutnant Otto von Schrader.

## Affectations
- V Flottille : du 10 septembre 1917 au 20 avril 1918
- IIe flottille : du 20 avril au 11 novembre 1918

## Commandants
- Kapitänleutnant Otto von Schrader[4] : du 5 août au 31 octobre 1917
- Kapitänleutnant Walter Gude[5] : du 1er novembre 1917 au 25 janvier 1918
- Kapitänleutnant Woldemar Petri[6] : du 26 janvier au 27 février 1918
- Kapitänleutnant Otto von Schrader[4] : du 28 février au 31 août 1918
- Oberleutnant zur See Ernst Krieger[7] : du 1er septembre au 11 novembre 1918

## Navires coulés
| Date              | Nom                 | Nationalité    | Tonnage | Destin.             |
| ----------------- | ------------------- | -------------- | ------- | ------------------- |
| 13 octobre 1917   | Newquay             | United Kingdom | 4191    | Endommagé           |
| 13 décembre 1917  | HMS Stephen Furness | Royal Navy     | 1712    | Coulé               |
| 14 février 1918   | Saga                | United Kingdom | 1143    | Coulé               |
| 19 février 1918   | Wilhelmina VII      | Pays-Bas       | 109     | Coulé               |
| 30 mars 1918      | Salaminia           | Grèce          | 3112    | Coulé               |
| 5 avril 1918      | Clam                | United Kingdom | 3552    | Endommagé           |
| 11 avril 1918     | Lakemoor            | United States  | 2045    | Coulé               |
| 23 mai 1918       | Innisfallen         | United Kingdom | 1405    | Coulé               |
| 30 mai 1918       | Cyprus              | United Kingdom | 35      | Coulé               |
| 30 mai 1918       | Glad Tidings        | United Kingdom | 15      | Coulé               |
| 30 mai 1918       | Honey Bee           | United Kingdom | 34      | Coulé               |
| 30 mai 1918       | Jane Gordon         | United Kingdom | 27      | Coulé               |
| 30 mai 1918       | Lloyd               | United Kingdom | 35      | Coulé               |
| 30 mai 1918       | Marianne Mc Crum    | United Kingdom | 30      | Coulé               |
| 30 mai 1918       | Never Can Tell      | United Kingdom | 31      | Coulé               |
| 30 mai 1918       | Seabird             | United Kingdom | 15      | Coulé               |
| 30 mai 1918       | Sparkling Wave      | United Kingdom | 37      | Coulé               |
| 30 mai 1918       | St. Mary            | United Kingdom | 29      | Coulé               |
| 8 juin 1918       | Elektra             | Norvège        | 614     | Coulé               |
| 9 juin 1918       | Lena                | Suède          | 371     | Capturé comme prise |
| 19 juillet 1918   | Justicia            | United Kingdom | 32234   | Endommagé           |
| 19 juillet 1918   | Ranger              | United Kingdom | 79      | Coulé               |
| 23 juillet 1918   | HMS Marmora         | Royal Navy     | 10509   | Coulé               |
| 24 juillet 1918   | Defender            | United Kingdom | 8520    | Endommagé           |
| 13 septembre 1918 | Buffalo             | United Kingdom | 286     | Coulé               |
| 13 septembre 1918 | M. J. Craig         | United Kingdom | 691     | Coulé               |
| 13 septembre 1918 | Setter              | United Kingdom | 956     | Coulé               |
| 14 septembre 1918 | Neotsfield          | United Kingdom | 3821    | Coulé               |
| 15 septembre 1918 | Mary Fanny          | United Kingdom | 94      | Coulé               |
| 15 septembre 1918 | Energy              | United Kingdom | 89      | Coulé               |
| 15 septembre 1918 | Joseph Fisher       | United Kingdom | 88      | Coulé               |
| 16 septembre 1918 | Serula              | United Kingdom | 1388    | Coulé               |
| 19 septembre 1918 | Barrister           | United Kingdom | 4952    | Coulé               |
| 21 septembre 1918 | Downshire           | United Kingdom | 368     | Coulé               |